# La Chaise à porteur enchantée
La Chaise à porteur enchantée és un curtmetratge mut francès de 1905 dirigida per Georges Méliès. Va ser estrenat per la Star Film Company de Méliès i està numerat del 738 al 739 als seus catàlegs.

## Argument
Davant d'un paisatge accidentat com a teló de fons, un mag evoca diversos vestits d'una caixa de vidre buida i, amb l'ajuda d'un assistent, els transforma en una parella amb vestits del segle xviii. Convocant dos lacais que porten una llitera, el mag fa una il·lusió en què la parella, sota la coberta d'un xal i la pròpia cadira, canvien de lloc. Encapçalant el seu assistent, configura el que sembla ser una variació de tres persones del mateix truc. No obstant això, els tres assistents es transformen de sobte en el mag i els lacais. El mag fa aparèixer i desaparèixer els tres assistents originals, juntament amb la pròpia cadira del sedan, abans que tota la companyia balli una vegada més per a una caiguda de teló.

## Producció
Méliès interpreta el mag a la pel·lícula, que probablement està basada en "La Cage d'Or", una il·lusió que havia creat el 1897 per al seu lloc de màgia escènica, el Théâtre Robert-Houdin.
Els efectes especials de la pel·lícula inclouen escamoteigs i fosa. Com la majoria de les pel·lícules de Méliès, La Chaise à porteur enchantée va ser filmat en un estudi amb sostre de vidre a Montreuil-sous-Bois. El sostre de vidre es pot albirar prop de l'inici de la pel·lícula, reflectit a la tapa de la gàbia de vidre.